# Diocesi di Porto

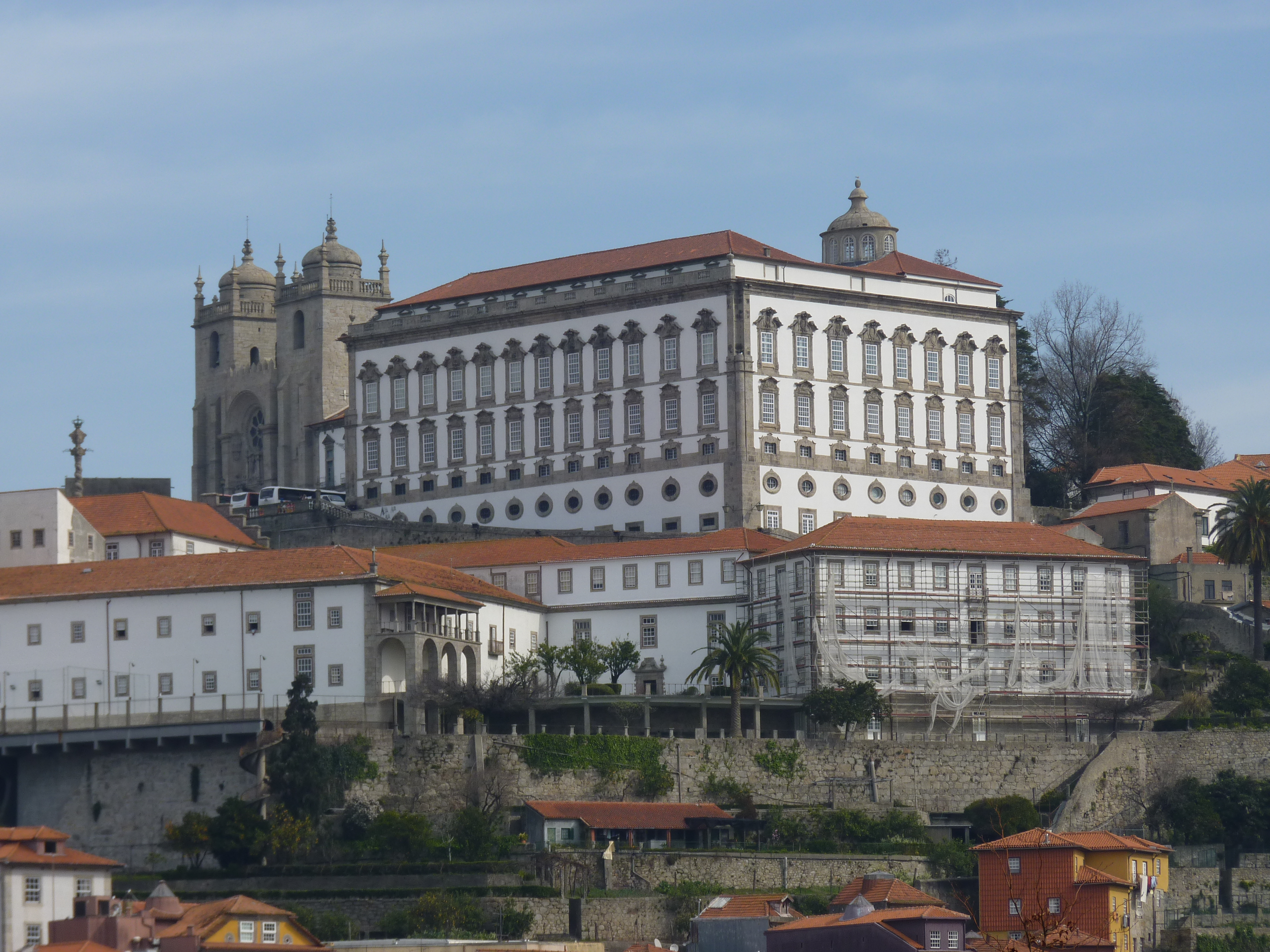
L'ex palazzo vescovile di Porto.

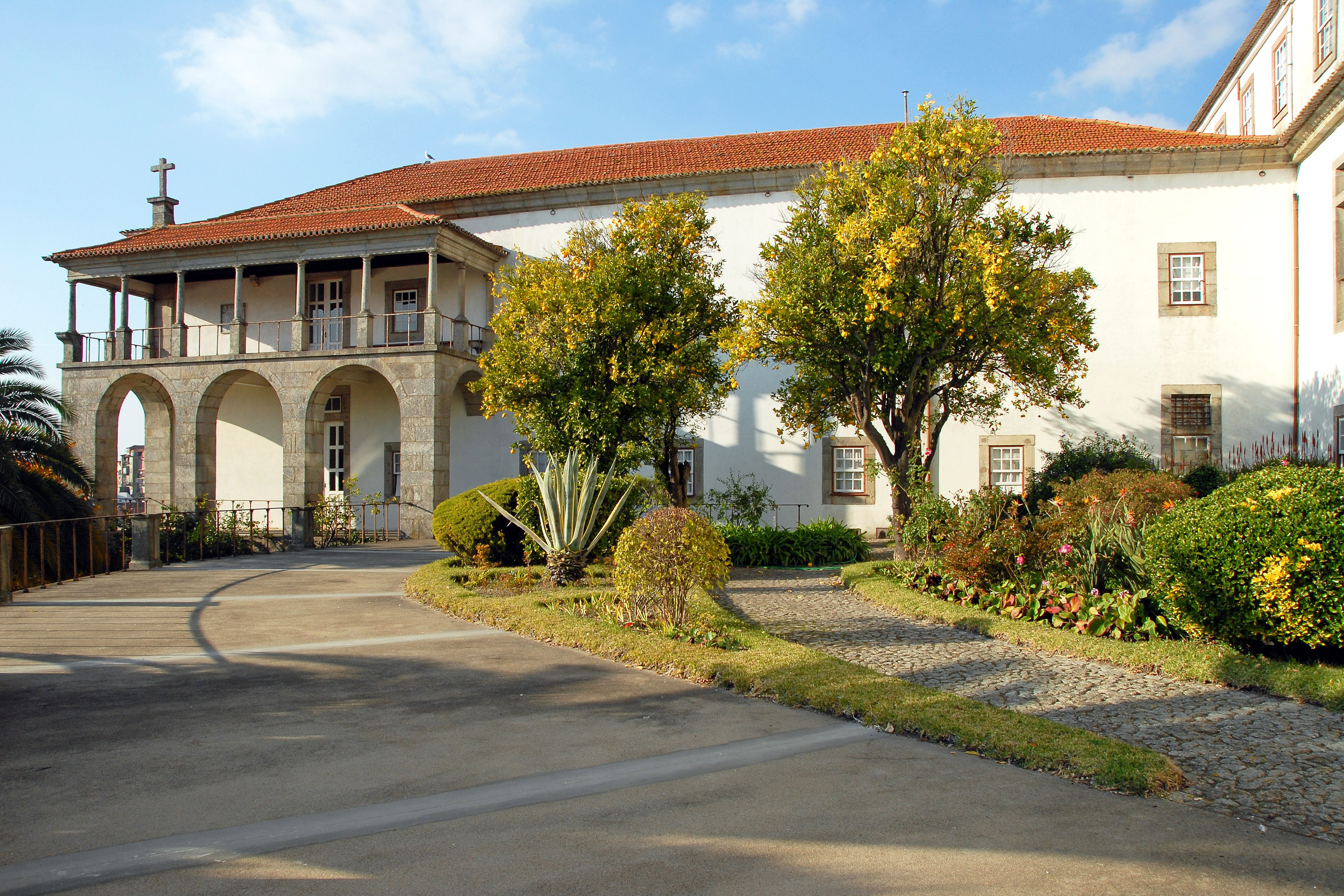
Il seminario maggiore della diocesi.

La diocesi di Porto (in latino Dioecesis Portugallensis) è una sede della Chiesa cattolica in Portogallo suffraganea dell'arcidiocesi di Braga. Nel 2023 contava 1.869.100 battezzati su  2.066.800 abitanti. È retta dal vescovo Manuel da Silva Rodrigues Linda.

## Territorio
La diocesi si estende su 2 distretti portoghesi. Comprende:
- tutti i comuni del distretto di Porto, ad eccezione di Póvoa de Varzim e di alcune parrocchie dei comuni di Santo Tirso e di Vila do Conde, che appartengono all'arcidiocesi di Braga;
- i comuni di Arouca, Vale de Cambra, Espinho, Ovar, Oliveira de Azeméis, São João da Madeira, Santa Maria da Feira e Castelo de Paiva nel distretto di Aveiro.

Sede vescovile è la città di Porto, dove si trova la cattedrale dell'Assunzione di Maria Vergine.
Il territorio si estende su 3.010 km² ed è suddiviso in 477 parrocchie, raggruppate in 22 vicariati, a loro volta raggruppati in 4 zone pastorali.

## Storia
La diocesi di Porto fu eretta molto probabilmente nel VI secolo, con l'affermarsi del cristianesimo durante il regno suebo. Prima sede episcopale fu la città di Magnetis corrispondente alla freguesia di Meinedo nel comune portoghese di Lousada: tra i vescovi presenti al secondo concilio di Braga nel 572 assisteva Viator Magnetense. È l'unico vescovo noto con il titolo di Magneto, la cui sede venne trasferita nella vicina città di Portucale con l'affermarsi del regno visigoto dopo il 585.
Nel primo concilio visigotico di Toledo erano presenti due vescovi portucalensis; Constâncio e l'ariano Argiovito, che abiurò l'eresia ariana e che troviamo al concilio del 610, essendo succeduto a Constâncio. Altri vescovi sono noti per tutti il periodo visigotico fino alla fine del VII secolo. Nel 716 la città fu conquistata e distrutta dagli Arabi e per circa due secoli non si hanno più notizie sulla comunità cristiana di Porto; è probabile che molti cristiani, compresi i vescovi, si siano rifugiati più a nord, nelle terre asturiane.
Nella seconda metà del IX secolo Porto e la sua regione furono riconquistati dai cristiani e furono restaurate le strutture cristiane. A questo periodo risalgono la consacrazione o la costruzione di alcune chiese e monasteri. Nel secondo concilio di Oviedo del 900 appare il nome del vescovo Gomado, il primo noto dopo una lunga interruzione nella successione episcopale. La serie episcopale seguente non è completa ed è più volte interrotta; dopo il 1070 non sono più noti vescovi, e la Chiesa di Porto fu governata da arcidiaconi, sotto la sovraintendenza degli arcivescovi di Braga.
Nel 1113 la sede di Porto fu definitivamente restaurata con la nomina del vescovo Hugo, di origini francesi e arcidiacono della Chiesa di Compostela. Nel dicembre 1114 Hugo indisse un sinodo con i vescovi delle diocesi vicine per definire alcuni aspetti religiosi e stabilire i confini delle diverse diocesi coinvolte, che furono fissati da papa Pasquale II con la bolla Egregias quondam del 15 agosto 1115 e che rimasero invariati fino al 1881. Con la stessa bolla, il papa rese la diocesi immediatamente soggetta alla Santa Sede; ma ben presto fu annessa alla provincia ecclesiastica di Braga.
Un periodo di tensione nella vita della diocesi fu quando nel 1640 papa Urbano VIII riconobbe come vescovo Francisco Pereira Pinto, eletto da Filippo III di Spagna a cui fu impedito di prendere possesso della diocesi, mentre Giovanni IV del Portogallo elesse due successivi candidati che non ebbero il riconoscimento papale. Questo periodo si protrarrà fino alla morte di Francisco Pereira Pinto nel 1670.
Nel secolo successivo la situazione si ripeté quando nel 1716 papa Clemente XI non riconobbe il candidato vescovo di nomina regia, João Maria. La sede fu vacante fino al 1741. Ma non fu l'ultima volta, perché anche nel 1833 non fu riconosciuto il candidato vescovo di nomina regia, Manuel de Santa Inês e la sede fu vacante fino al 1843.
Nel 1770 cedette una porzione di territorio per l'erezione della diocesi di Penafiel, che tuttavia fu soppressa già nel 1778 ed il suo territorio incorporato nuovamente in quello di Porto.
In seguito alla riorganizzazione delle diocesi portoghesi, prevista dalla bolla Gravissimum Christi di papa Leone XIII del 30 settembre 1881, la diocesi di Porto ingrandì il proprio territorio con l'acquisizione di parrocchie dalle vicine diocesi di Braga, Lamego e Aveiro, contestualmente soppressa. La diocesi contava allora 434 parrocchie con 605.011 fedeli.
Il 24 agosto 1938 cedette un'altra porzione del suo territorio a vantaggio della restaurazione della diocesi di Aveiro.

## Cronotassi dei vescovi
Si omettono i periodi di sede vacante non superiori ai 2 anni o non storicamente accertati.
- Viator † (menzionato nel 572)
- Constâncio † (menzionato nel 589)
- Argiovito o Argeberto † (menzionato nel 610)[6]
- Ansiulfo † (prima del 633 - dopo il 638)
- Flávio † (menzionato nel 656)
- Froárico † (prima del 675 - dopo il 688)
- Félix † (? - 2 maggio 693 nominato arcivescovo di Braga)
- Justo † (menzionato nell'881)
- Gomado † (prima dell'899 - dopo il 900)
- Froarengo † (prima del 905 - circa 911)
- Sant'Hermógio † (prima di giugno 912 - 915 nominato vescovo di Tuy)
- Ordonho † (menzionato nel 931)
- Diogo † (prima di novembre 956 - dopo gennaio 959 dimesso)[7]
- Alfonso I † (menzionato nel 1018)[8]
- Íñigo † (luglio 1024 - dopo il 1028)[9]
- Ferdinando † (menzionato nel 1033)[10]
- Alfonso II † (menzionato nel 1043)[11]
- Sesnando † (prima di giugno 1049 - dopo il 1070)[12][13]
- Hugo † (1113 - 7 settembre 1136 deceduto)
- João Peculiar † (1137 - prima di ottobre 1138 nominato arcivescovo di Braga)
- Pedro Rabaldes † (dopo maggio 1138 - 29 giugno 1145 deceduto)
- Pedro Pitões † (1º luglio 1146 - dopo il 1152)
- Pedro Sénior † (prima del 1164 - circa 1174 deceduto)
- Fernando Martins † (1174 - 9 novembre 1185 deceduto)
- Martinho Pires † (1185 - 1189 nominato arcivescovo di Braga)
- Martinho Rodrigues † (giugno 1191 - 1227 deceduto)
- Julião † (1227 - circa 1230 deceduto)
- Pedro Salvadores † (1231 - 24 giugno 1247 deceduto)
- Julião Fernandes † (1247 - 30 ottobre 1260 deceduto)
- Vicente Mendes † (2 dicembre 1260 - 24 aprile 1296 deceduto)
- Sancho Pires † (4 giugno 1296 - 7 gennaio 1300 deceduto)
- Geraldo Domingues † (1300 - 16 settembre 1307 nominato vescovo di Palencia)
- Fradulo o Trédulo † (16 settembre 1307 - 1309 deceduto)
- Estêvão, O.F.M. † (11 febbraio 1310 - 8 ottobre 1313 nominato vescovo di Lisbona)
- Fernando Martínez de Ágreda † (8 ottobre 1313 - 1º ottobre 1322 nominato vescovo di Jaén)
- João Gomes † (29 ottobre 1322 - 5 dicembre 1327 deceduto)
- Vasco Martins † (15 gennaio 1328 - 25 settembre 1342 nominato vescovo di Lisbona)
- Pedro Afonso † (25 settembre 1342 - 1355 deceduto)
- Afonso Pires † (26 ottobre 1355 - 1372 deceduto)
- João † (9 febbraio 1373 - circa 1388 deceduto)
  - Fernando † (26 aprile 1389 - 4 giugno 1390 dimesso) (amministratore apostolico)
- Martinho Gil (o Martinho Egídio) † (4 giugno 1390 - 15 febbraio 1391 nominato vescovo di Silves)
- João Afonso Esteves de Azambuja † (15 febbraio 1391 - 25 febbraio 1399 nominato vescovo di Coimbra)
- Gil Alma † (23 settembre 1398 - 5 aprile 1407 nominato vescovo di Coimbra)
- João Afonso Aranha † (1407 - ? deceduto)
- Álvaro Afonso † (25 settembre 1413 - 1414 dimesso)
- Fernando da Guerra † (18 giugno 1414 - 15 dicembre 1417 nominato arcivescovo di Braga)
- João Afonso † (26 gennaio 1418 - 1421 dimesso)
- Vasco † (2 aprile 1421 - 10 marzo 1423 nominato vescovo di Évora)
- Antão Martins de Chaves † (10 marzo 1423 - 6 luglio 1447 deceduto)
- Gonçalo Enes de Óbidos † (18 agosto 1447 - 1453 dimesso)
- Luís Pires † (24 agosto 1453 - 26 novembre 1464 nominato vescovo di Évora)
- João de Azevedo † (26 novembre 1464 - 1495 dimesso)
- Diogo de Sousa † (23 ottobre 1495 - 11 luglio 1505 nominato arcivescovo di Braga)
- Diogo Álvares da Costa † (13 dicembre 1505 - 1507 deceduto)
- Pedro Álvarez de Acosta † (12 febbraio 1507 - 8 gennaio 1535 nominato vescovo di León)
- Belchior Beliago † (1535 - 1536)
- Baltasar Limpo, O.Carm. † (15 novembre 1536 - 23 maggio 1550 nominato arcivescovo di Braga)
- Rodrigo Pinheiro † (24 agosto 1552 - agosto 1572 deceduto)
- Aires da Silva † (12 agosto 1573 - 4 agosto 1578 deceduto)
- Simão de Sá Pereira † (13 novembre 1579 - dopo il 7 marzo 1581 deceduto)
- Marcos de Lisboa, O.F.M. † (20 ottobre 1581 - 13 settembre 1591 deceduto)
- Jerónimo de Menezes † (22 maggio 1592 - 12 dicembre 1600 deceduto)
- Gonçalo de Morais, O.S.B. † (26 giugno 1602 - 20 ottobre 1617 deceduto)
- Rodrigo da Cunha † (12 novembre 1618 - 27 gennaio 1627 nominato arcivescovo di Braga)
- João de Valadares, O.S.A. † (30 agosto 1627 - 23 maggio 1635 deceduto)
- Gaspar do Rego da Fonseca † (9 giugno 1636 - 13 luglio 1639 deceduto)
  - Sede vacante (1639-1670)[14]
- Nicolau Monteiro † (15 dicembre 1670 - 20 dicembre 1672 deceduto)
- Fernando Correia de Lacerda † (17 luglio 1673 - prima del 1º settembre 1683 dimesso)
- João de Sousa † (6 dicembre 1683 - 24 settembre 1696 nominato arcivescovo di Braga)
- José de Santa Maria Saldanha, O.F.M.Cap. † (17 dicembre 1696 - 26 settembre 1708 deceduto)
- Tomás de Almeida † (22 luglio 1709 - 7 dicembre 1716 nominato patriarca di Lisbona Occidentale)
  - Sede vacante (1716-1741)
- José Maria Ribeiro da Fonseca de Évora, O.F.M. † (2 gennaio 1741 - 16 giugno 1752 deceduto)
  - Sede vacante (1752-1757)
- António de Sousa, O.S.A. † (28 marzo 1757 - 4 giugno 1766 deceduto)
  - Sede vacante (1766-1770)
- Aleixo de Miranda Henriques, O.P. † (6 agosto 1770 - 13 maggio 1771 deceduto)
- João Rafael de Mendonça † (29 luglio 1771 - 6 giugno 1793 deceduto)
  - Sede vacante (1793-1795)
- Lourenço Correia de Sá e Benevides † (18 dicembre 1795 - 6 giugno 1798 deceduto)
- António de São José de Castro, O.Carth. † (13 novembre 1798 - 12 aprile 1814 deceduto)
- João de Magalhães Avelar † (29 aprile 1816 - 16 maggio 1833 deceduto)
  - Sede vacante (1833-1843)
- Jerónimo José da Costa Rebelo † (19 giugno 1843 - 27 febbraio 1854 deceduto)
- António Bernardo da Fonseca Moniz † (23 giugno 1854 - 4 dicembre 1859 deceduto)
  - Sede vacante (1859-1862)
- João de França Castro e Moura, C.M. † (21 maggio 1862 - 16 ottobre 1868 deceduto)
  - Sede vacante (1868-1871)
- Américo Ferreira dos Santos Silva † (26 giugno 1871 - 21 gennaio 1899 deceduto)
- António José de Souza Barroso † (23 maggio 1899 - 31 agosto 1918 deceduto)
- António Barbosa Leão † (16 luglio 1919 - 21 giugno 1929 deceduto)
- António Augusto de Castro Meireles † (21 giugno 1929 succeduto - 29 marzo 1942 deceduto)
- Agostino de Jesus e Souza † (16 maggio 1942 - 21 febbraio 1952 deceduto)
- António Ferreira Gomes † (13 luglio 1952 - 12 febbraio 1982 ritirato)
- Júlio Tavares Rebimbas † (12 febbraio 1982 - 13 giugno 1997 ritirato)
- Armindo Lopes Coelho † (13 giugno 1997 - 22 febbraio 2007 ritirato)
- Manuel José Macário do Nascimento Clemente (22 febbraio 2007 - 18 maggio 2013 nominato patriarca di Lisbona)
- António Francisco dos Santos † (21 febbraio 2014 - 11 settembre 2017 deceduto)
- Manuel da Silva Rodrigues Linda, dal 15 marzo 2018

## Statistiche
La diocesi nel 2023 su una popolazione di 2.066.800 persone contava 1.869.100 battezzati, corrispondenti al 90,4% del totale.
| anno | popolazione | popolazione | popolazione | presbiteri | presbiteri | presbiteri | presbiteri                | diaconi | religiosi | religiosi | parrocchie |
| anno | battezzati  | totale      | %           | numero     | secolari   | regolari   | battezzati per presbitero | diaconi | uomini    | donne     | parrocchie |
| ---- | ----------- | ----------- | ----------- | ---------- | ---------- | ---------- | ------------------------- | ------- | --------- | --------- | ---------- |
| 1949 | 1.120.000   | 1.194.000   | 93,8        | 773        | 623        | 150        | 1.448                     |         | 245       | 560       | 457        |
| 1969 | 1.480.000   | 1.500.000   | 98,7        | 713        | 566        | 147        | 2.075                     |         | 188       | 1.200     | 376        |
| 1980 | 1.842.499   | 1.876.748   | 98,2        | 745        | 503        | 242        | 2.473                     |         | 350       | 1.618     | 477        |
| 1990 | 1.869.000   | 2.182.000   | 85,7        | 615        | 440        | 175        | 3.039                     |         | 274       | 1.485     | 477        |
| 1999 | 1.870.000   | 1.888.826   | 99,0        | 600        | 405        | 195        | 3.116                     | 16      | 281       | 1.128     | 477        |
| 2000 | 1.869.826   | 1.888.826   | 99,0        | 582        | 401        | 181        | 3.212                     | 16      | 274       | 1.109     | 477        |
| 2001 | 1.869.826   | 1.888.826   | 99,0        | 594        | 402        | 192        | 3.147                     | 16      | 274       | 991       | 477        |
| 2002 | 1.869.826   | 2.064.813   | 90,6        | 590        | 398        | 192        | 3.169                     | 16      | 274       | 991       | 477        |
| 2003 | 1.869.826   | 2.064.813   | 90,6        | 551        | 364        | 187        | 3.393                     | 16      | 283       | 862       | 477        |
| 2004 | 1.869.826   | 2.064.813   | 90,6        | 548        | 355        | 193        | 3.412                     | 16      | 275       | 1.086     | 477        |
| 2013 | 1.914.000   | 2.115.000   | 90,5        | 495        | 307        | 188        | 3.866                     | 74      | 286       | 665       | 477        |
| 2016 | 1.890.000   | 2.088.000   | 90,5        | 465        | 286        | 179        | 4.064                     | 93      | 285       | 568       | 477        |
| 2019 | 1.871.500   | 2.067.700   | 90,5        | 454        | 278        | 176        | 4.122                     | 99      | 214       | 526       | 477        |
| 2021 | 1.867.240   | 2.063.000   | 90,5        | 472        | 268        | 204        | 3.956                     | 101     | 280       | 493       | 477        |
| 2023 | 1.869.100   | 2.066.800   | 90,4        | 453        | 262        | 191        | 4.126                     | 98      | 245       | 487       | 477        |